# National Alliance
National Alliance (în română Alianța Națională) a fost o organizație politică supremațistă înființată de William Luther Pierce în 1974 în Hillsboro, Virginia de Vest. Aceasta avea în 2002 în jur de 2.500 de membri și un venit anual de un milion de dolari. Numărul membrilor a început să scadă după moartea lui Pierce.

## Istoric
National Alliance a fost înființată de Pierce după ce organizația National Youth Alliance (NYA) s-a destrămat în 1971, aceasta din urmă fiind la rândul său formată din membrii campaniei prezidențiale a lui George Wallace din 1968. NYA s-a împărțit în fracțiuni ca urmare a conflictelor interne, moment în care William Luther Pierce, fost profesor de fizică și autor al romanelor supremațiste Caietele lui Turner și Hunter, a preluat controlul celei mai mari fracțiuni și a format National Alliance în 1974. După moartea acestuia în 2002, consiliul de administrație l-a numit pe Erich Gliebe ca succesor la funcția de președinte al organizației. La scurt timp, o serie de conflicte au apărut în interiorul organizației, iar o parte din membrii de profil au părăsit NA sau au fost concediați.
În aprilie 2005, membrul Kevin Alfred Storm, editor la vremea respectivă al reviste National Vanguard, i-a cerut lui Gliebe să renunțe la funcție; comitetul executiv și alți membri ai organizației au susținut această cerere. Gliebe a refuzat pe motiv că NA este condusă în baza unui „Führerprinzip⁠(d)” și nu va renunța. Storm a decis să înființeze un nou grup intitulalt National Vanguard⁠(d). În ianuarie 2008, acesta a pledat vinovat pentru deținere de materiale pornografice cu minori cu scopul de a evita alte acuzații. A fost condamnat la 23 de luni în închisoare pe 23 aprilie 2008. Storm a declarat instanței înainte să primească sentința că „nu este un pedofil”, ci „exact opusul a ceea ce s-a spus despre el în dosar”.
La scurt timp după cererea lui Storm, Gliebe a demisionat din poziția de președinte al NA, iar în locul său a fost numit Shaun Walker. Totuși, ca urmare a arestării sale în iunie 2006, Gliebe a preluat din nou conducerea. În 2006, numărul abonaților a scăzut sub 800, iar stafful era format din numai 10 persoane. În 2012, National Alliance avea mai puțin de 100 de membri și doar un singur membru în staff (Gliebe însuși). În următorul an, proprietatea pe care era construită clădirea organizației în Mill Point, Virginia de Vest a fost scoasă la vânzare. Desființarea NA a fost confirmată de Gliebe în septembrie 2013. Thomas Mair, cel care avea să o ucidă pe politiciana laburistă Jo Cox⁠(d), avea legături cu National Alliance.